# میگل ویرا
میگل ویرا (انگلیسی: Miguel Vieira؛ زادهٔ ۸ اکتبر ۱۹۹۰) بازیکن فوتبال اهل پرتغال است.
از باشگاه‌هایی که در آن بازی کرده‌است می‌توان به باشگاه فوتبال پاسوژ د فریرا و باشگاه ورزشی آوش اشاره کرد.